# Винну (Гаапсалу)
Ви́нну (ест. Võnnu küla) — село в Естонії, у міському самоврядуванні Хаапсалу повіту Ляенемаа.

## Населення
Чисельність населення на 31 грудня 2011 року становила 23 особи.

## Географія
Через село проходить автошлях 103 (Рідала — Ніґула).

## Історія
З 1998 року село Винну відновлено як окремий населений пункт. До 24 жовтня 2017 року село входило до складу волості Рідала.

## Видатні особи
У селі народився Кіріллус Креек (1889—1962), естонський композитор та хоровий диригент.